# Nancy Springer
Pour les articles homonymes, voir Springer.
Œuvres principales
- Série Les Enquêtes d'Enola Holmes

Nancy Springer, née le 5 juillet 1948 à Montclair dans le New Jersey, est une autrice américaine de fantasy, de science-fiction et de littérature pour jeunes adultes.
Elle a aussi été professeure de littérature dans deux universités. 
Spécialiste du détournement de personnages, elle est l'auteur de romans racontant les exploits d'Enola Holmes, la sœur du grand Sherlock Holmes, ainsi que celle de Rowan Hood, qui n'est autre que la fille de Robin des Bois.

## Œuvres
- Série Les Enquêtes d'Enola Holmes, six tomes parus chez Nathan de 2006 à 2011 (série en cours)
- Deux filles pour un cheval (Père Castor Flammarion, coll. Castor poche, 1994), illustré par Christine Flament
- Un amour de cheval (Père Castor Flammarion, 1993), illustré par Yves Beaujard
- Série Book of the Isle : cinq romans de 1979 à 1983, inédite en France
- Série Rowan Hood : cinq romans de 2001 à 2005, inédite en France
- Plus d'une trentaine de romans et nouvelles, en quasi-totalité inédits en France.

## Prix et récompenses
- Elle a obtenu deux fois le Prix Edgar-Allan-Poe dans la catégorie meilleur roman policier pour jeune adulte.
- Son roman Larque on the Wing a remporté le prix James Tiptree Jr.